# 704

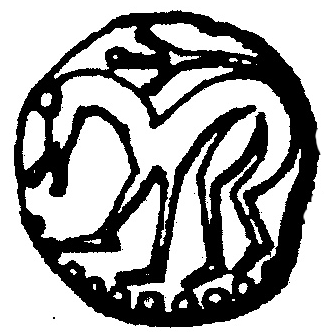
Sceatta van koning Aldfrith van Northumbria

Het jaar 704 is het 4e jaar in de 8e eeuw volgens de christelijke jaartelling.

## Gebeurtenissen

### Byzantijnse Rijk
- Keizer Justinianus II ontsnapt vanuit Cherson (huidige Oekraïne) na een ballingschap van bijna 10 jaar. Hij zoekt asiel bij Tervel, heerser (khagan) van het Bulgaarse Rijk, die hem in ruil voor een financiële vergoeding militaire steun verleent.

### Brittannië
- Koning Aethelred I van Mercia doet afstand van de troon na een regeerperiode van bijna 30 jaar. Hij besluit zich als abt in het klooster te vestigen en wordt opgevolgd door zijn neef Coenred, zoon van voormalig koning Wulfhere van Mercia.
- Koning Aldfrith van Northumbria overlijdt in Driffield (East Riding of Yorkshire) na een regeerperiode van bijna 20 jaar. Hij wordt opgevolgd door zijn zoon Eadwulf.

### Azië
- Koning Tridu Songtsen sneuvelt tijdens een militaire campagne in de Chinese provincie Yunnan. Hij wordt opgevolgd door zijn moeder Tri Malö, zij voert tijdens haar bewind een expansiepolitiek en breidt het Tibetaanse Rijk verder uit.

## Geboren
- Ibn Ishaq, Arabisch religieus historicus
- Tridé Tsungtsen, koning van Tibet (overleden 755)

## Overleden
- 23 september - Adomnán (76), Iers abt en hagiograaf
- Aldfrith, koning van Northumbria
- Tridu Songtsen (34), koning van Tibet